# Diocesi di Santiago di Capo Verde

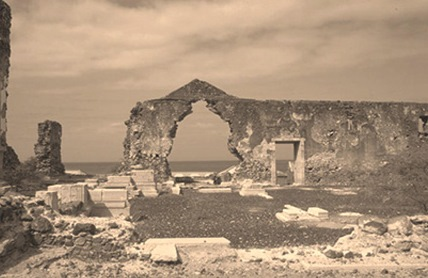
Rovine dell'antica cattedrale a Cidade Velha, eretta nel 1556.

La diocesi di Santiago di Capo Verde (in latino: Dioecesis Sancti Iacobi Capitis Viridis) è una sede della Chiesa cattolica a Capo Verde immediatamente soggetta alla Santa Sede. Nel 2022 contava 442.000 battezzati su 463.000 abitanti. È retta dal vescovo cardinale Arlindo Gomes Furtado.

## Territorio
La diocesi comprende le isole dell'arcipelago di Sotavento nella repubblica di Capo Verde.
Sede vescovile è la città di Praia, dove si trova la cattedrale dell'Assunzione di Maria Vergine, venerata con il titolo di Nostra Signora della Grazia.
Il territorio si estende su 1.803 km² ed è suddiviso in 26 parrocchie: 2 nell'isola di Maio, 18 nell'isola di Santiago, 4 nell'isola di Fogo e 2 nell'isola di Brava.

## Storia
L'arcipelago di Capo Verde fu scoperto verso la metà del XV secolo e la presenza cristiana si affermò con la progressiva colonizzazione delle isole. L'evangelizzazione dei territori ultramarini del Portogallo fu affidata all'Ordine del Cristo, che governava l'arcipelago dalla sede centrale di Tomar. In realtà i primi missionari a giungere assieme ai coloni nel 1462 furono due francescani, Frei Rogério e Frei Jaime, a cui si aggiunse un domenicano nel 1473, Frei João.
Dalle isole di Capo Verde transitavano le navi portoghesi che trasportavano gli schiavi africani verso il Brasile e il Nordamerica; a loro si rivolgevano i missionari e nel 1514 e 1516 furono pubblicate le prime norme relative al battesimo da conferire agli schiavi sulle navi negriere.
La diocesi è stata eretta il 31 gennaio 1533 con la bolla Pro excellenti praeeminentia di papa Clemente VII, ricavandone il territorio dalla diocesi di Funchal, contestualmente elevata al rango di sede metropolitana delle diocesi ultramarine portoghesi. Da Funchal dipendeva in origine anche la diocesi di Capo Verde, fino a quando nel 1551 divenne suffraganea dell'arcidiocesi di Lisbona (oggi patriarcato).
Dei primi vescovi di Capo Verde, pochi furono quelli che posero la loro sede nelle isole. Al vescovo Francisco de la Cruz si deve la costruzione della cattedrale nel 1556. Il seminario diocesano fu istituito nel 1570, ma ebbe vita breve, perché fu chiuso nel 1594. Fu opera del vescovo Francisco de São Simão la costruzione di un seminario e del palazzo episcopale sul finire del XVIII secolo. L'attuale seminario di San Giuseppe è stato eretto nel 1957 dal vescovo José Filípe do Carmo Colaço.
Il 4 settembre 1940, facendo seguito all'accordo missionario successivo al concordato tra Roma e Lisbona, la diocesi perse la giurisdizione sui territori della terraferma della Guinea Portoghese, che fin dal 1533 erano di sua competenza, dove fu eretta una missione sui iuris, divenuta in seguito diocesi di Bissau.
Il 9 gennaio 1978 la diocesi di Capo Verde è stata sottratta alla provincia ecclesiastica del patriarcato di Lisbona e resa immediatamente soggetta alla Santa Sede.
Il 9 dicembre 2003 la diocesi è stata divisa in due con l'erezione della diocesi di Mindelo comprensiva delle Ilhas do Barlavento.

## Cronotassi dei vescovi
Si omettono i periodi di sede vacante non superiori ai 2 anni o non storicamente accertati.
- Braz Neto, O.F.M. † (31 gennaio 1533 - 9 febbraio 1538 deceduto)
- João Parvi † (23 settembre 1538 - 29 novembre 1546 deceduto)
  - Sede vacante (1546-1553)
- Francisco de la Cruz, O.S.A. † (18 agosto 1553 - 19 gennaio 1571 deceduto)
- Bartolomeu Leitão † (6 febbraio 1572 - 9 febbraio 1587 deceduto)
- Pedro Brandão, O.Carm. † (8 agosto 1588 - 14 luglio 1608 deceduto)
- Luis Pereira de Miranda † (10 novembre 1608 - maggio 1610 deceduto)
- Sebastião de Ascensão, O.P. † (18 aprile 1611 - 17 marzo 1614 deceduto)
- Manuel Afonso de Guerra † (24 febbraio 1616 - 8 marzo 1624 deceduto)
- Lorenzo Garro † (18 agosto 1625 - 1º novembre 1646 deceduto)
  - Sede vacante (1646-1672)
- Fabio dos Reis Fernandes, O.Carm. † (16 maggio 1672 - 8 febbraio 1674 deceduto)
- Antonio de São Dionysio, O.F.M. † (2 dicembre 1675 - 13 settembre 1684 deceduto)
- Victorino do Porto, O.F.M. † (12 maggio 1687 - 21 gennaio 1705 deceduto)
- Francisco a São Agostinho, T.O.R. † (24 settembre 1708 - 8 maggio 1719 deceduto)
- José a Santa Maria de Jesus Azevedo Leal, O.F.M. † (12 febbraio 1721 - 7 giugno 1736 deceduto)
- João de Faro, O.F.M.Ref. † (3 settembre 1738 - 21 luglio 1741 deceduto)
- João de Moreira, O.F.M.Ref. † (26 novembre 1742 - 13 agosto 1747 deceduto)
  - Sede vacante (1747-1753)
- Pedro Jacinto Valente, O. do Cristo † (29 gennaio 1753 - 19 gennaio 1774 deceduto)
  - Sede vacante (1774-1779)
- Francisco de São Simão, O.F.M.Ref. † (1º marzo 1779 - 10 agosto 1783 deceduto)
- Cristoforo a São Boaventura, O.F.M.Ref. † (14 febbraio 1785 - 29 aprile 1798 deceduto)
  - Sede vacante (1798-1802)
- Silvestre Santa Maria, O.F.M.  † (24 maggio 1802 - 22 novembre 1813 deceduto)
  - Sede vacante (1813-1820)
- Geronimo do Barco, O.F.M. † (21 febbraio 1820 - 27 dicembre 1831 dimesso)
  - Sede vacante (1831-1845)
- João Henriques Monis † (24 novembre 1845 - 1º luglio 1847 deceduto)
- Patrício Xavier de Moura † (11 dicembre 1848 - 15 aprile 1859 nominato vescovo di Funchal)
- João Crisóstomo de Amorim Pessoa, O.F.M.Ref. † (23 marzo 1860 - 22 marzo 1861 nominato arcivescovo di Goa)
  - Sede vacante (1861-1865)
- José Luis Alves Feijo, O.SS.T. † (25 settembre 1865 - 5 maggio 1871 nominato vescovo di Braganza e Miranda)
- José Dias Correia de Carvalho † (26 giugno 1871 - 9 agosto 1883 nominato vescovo di Viseu)
- Joaquim Augusto de Barros † (27 marzo 1884 - 1º marzo 1904 deceduto)
- António Moutinho † (14 novembre 1904 - 4 marzo 1909 nominato vescovo di Portalegre)
- José Alves Martins † (10 marzo 1910 - 15 novembre 1935 dimesso[3])
- Joaquim Rafael Maria d'Assunçâo Pitinho, O.F.M. † (15 novembre 1935 - 5 maggio 1940 dimesso[4])
- Faustino Moreira dos Santos, C.S.Sp. † (28 gennaio 1941 - 27 luglio 1955 deceduto)
- José Filípe do Carmo Colaço † (28 marzo 1956 - 21 aprile 1975 dimesso)
- Paulino do Livramento Évora, C.S.Sp. † (21 aprile 1975 - 22 luglio 2009 ritirato)
- Arlindo Gomes Furtado, dal 22 luglio 2009

## Statistiche
La diocesi nel 2022 su una popolazione di 463.000 persone contava 442.000 battezzati, corrispondenti al 95,5% del totale.
| anno | popolazione | popolazione | popolazione | presbiteri | presbiteri | presbiteri | presbiteri                | diaconi | religiosi | religiosi | parrocchie |
| anno | battezzati  | totale      | %           | numero     | secolari   | regolari   | battezzati per presbitero | diaconi | uomini    | donne     | parrocchie |
| ---- | ----------- | ----------- | ----------- | ---------- | ---------- | ---------- | ------------------------- | ------- | --------- | --------- | ---------- |
| 1950 | 168.109     | 176.687     | 95,1        | 25         | 7          | 18         | 6.724                     |         | 15        | 9         | 30         |
| 1970 | 250.961     | 256.969     | 97,7        | 46         | 12         | 34         | 5.455                     |         | 36        | 28        | 30         |
| 1980 | 294.360     | 300.550     | 97,9        | 42         | 12         | 30         | 7.008                     |         | 36        | 30        | 30         |
| 1990 | 344.921     | 355.898     | 96,9        | 47         | 12         | 35         | 7.338                     |         | 40        | 102       | 30         |
| 1999 | 432.424     | 451.909     | 95,7        | 49         | 14         | 35         | 8.824                     |         | 55        | 111       | 31         |
| 2000 | 443.325     | 475.850     | 93,2        | 48         | 13         | 35         | 9.235                     |         | 62        | 108       | 31         |
| 2001 | 408.813     | 434.263     | 94,1        | 47         | 12         | 35         | 8.698                     |         | 49        | 123       | 31         |
| 2002 | 452.320     | 487.575     | 92,8        | 48         | 13         | 35         | 9.423                     |         | 41        | 123       | 31         |
| 2003 | 410.079     | 443.625     | 92,4        | 50         | 13         | 37         | 8.201                     |         | 53        | 127       | 31         |
| 2004 | 292.488     | 318.317     | 91,9        | 32         | 12         | 20         | 9.140                     |         | 27        | 105       | 19         |
| 2007 | 299.655     | 317.970     | 94,2        | 32         | 9          | 23         | 9.364                     |         | 27        | 76        | 19         |
| 2010 | 311.922     | 365.000     | 85,5        | 34         | 12         | 22         | 9.174                     |         | 23        | 76        | 21         |
| 2014 | 389.000     | 408.000     | 95,3        | 40         | 19         | 21         | 9.725                     |         | 31        | 71        | 23         |
| 2017 | 415.900     | 435.700     | 95,5        | 41         | 18         | 23         | 10.143                    | 1       | 42        | 104       | 24         |
| 2020 | 431.700     | 451.400     | 95,6        | 45         | 20         | 25         | 9.593                     | 1       | 45        | 105       | 24         |
| 2022 | 442.000     | 463.000     | 95,5        | 50         | 29         | 21         | 8.840                     | 14      | 40        | 108       | 26         |